# Piccolo/Che sete ho
Piccolo/Che sete che ho è un singolo di Fiorella Mannoia pubblicato nel 1976 per la Dischi Ricordi (catalogo: SRL 10818).

## Tracce
Lato A
1. Piccolo – 4:16 (testo: Sergio Bardotti e Giampiero Scalamogna – musica: Ruggero Cini e Dario Farina)

Lato B
1. Che sete che ho – 3:03 (testo: Franco Migliacci – musica: Memmo Foresi)

Durata totale: 7 min : 19 s